# صبري هاشم
صبري هاشم (15 فبراير 1952 - 10 أبريل 2016)، روائي وشاعر عراقي وُلد في مدينة البصرة جنوب العراق، وتوفّي في ألمانيا.

## حياته
وُلد الرّوائي العراقي صبري هاشم في مدينة البصرة العراقية، وأصبح من الروائيين المعروفين على مستوى العراق، اعتُقِل مراتٍ عديدة بسبب نشاطه السياسي، فترك العراق وذهب عبر الصحراء في ديسمبر عام 1978 إلى الكويت ومنها إلى اليمن التي وصلها في أبريل عام 1979. نشر عن عبوره للصحراء من البصرة إلى الكويت، ونشر أيضاً في المجلات والصحف اليمنية والعربية، وصف مدينة عدن اليمنية فقال:
ثم أقام في ألمانيا منذ عام 1990.

## رواياتهُ وكتاباتهُ
- ليلة ترخم صوت المغني - مجموعة قصصية ـ (صدرت عن دار المدى ـ دمشق 1995)
- رقصة التماثيل ـ رواية ـ (صدرت عن دار المدى ـ دمشق 1995/ الطبعة الأولى)
- خليج الفيل ـ رواية ـ (صدرت عن دار المدى ـ دمشق 1997)
- الخلاسيون ـ رواية ـ (صدرت عن دار الكنوز الأدبية / بيروت) 2000
- أطياف الندى ـ شعر ـ (دار كنعان / دمشق ـ 2002)
- جزيرة الهدهد ـ شعر ـ (دار كنعان / دمشق ـ 2002)
- حديث الكمأة ـ رواية ـ (دار كنعان / دمشق ـ 2005)
- هوركي .. أرض آشور ـ رواية ـ (دار كنعان / دمشق 2007)
- قيثارة مَدْيَن ـ رواية ـ (دار كنعان / دمشق 2009)
- قبيلة الوهم ـ رواية ـ (دار كنعان / دمشق 2012)
- لنشوى معبد في الريح ـ شعر ـ (دار تموز ـ دمشق 2012)

## وفاته
توفي بألمانيا في 10 نيسان/أبريل 2016.